# Vivre libre ou mourir (bande dessinée)
Pour les articles homonymes, voir Vivre libre ou mourir (homonymie).

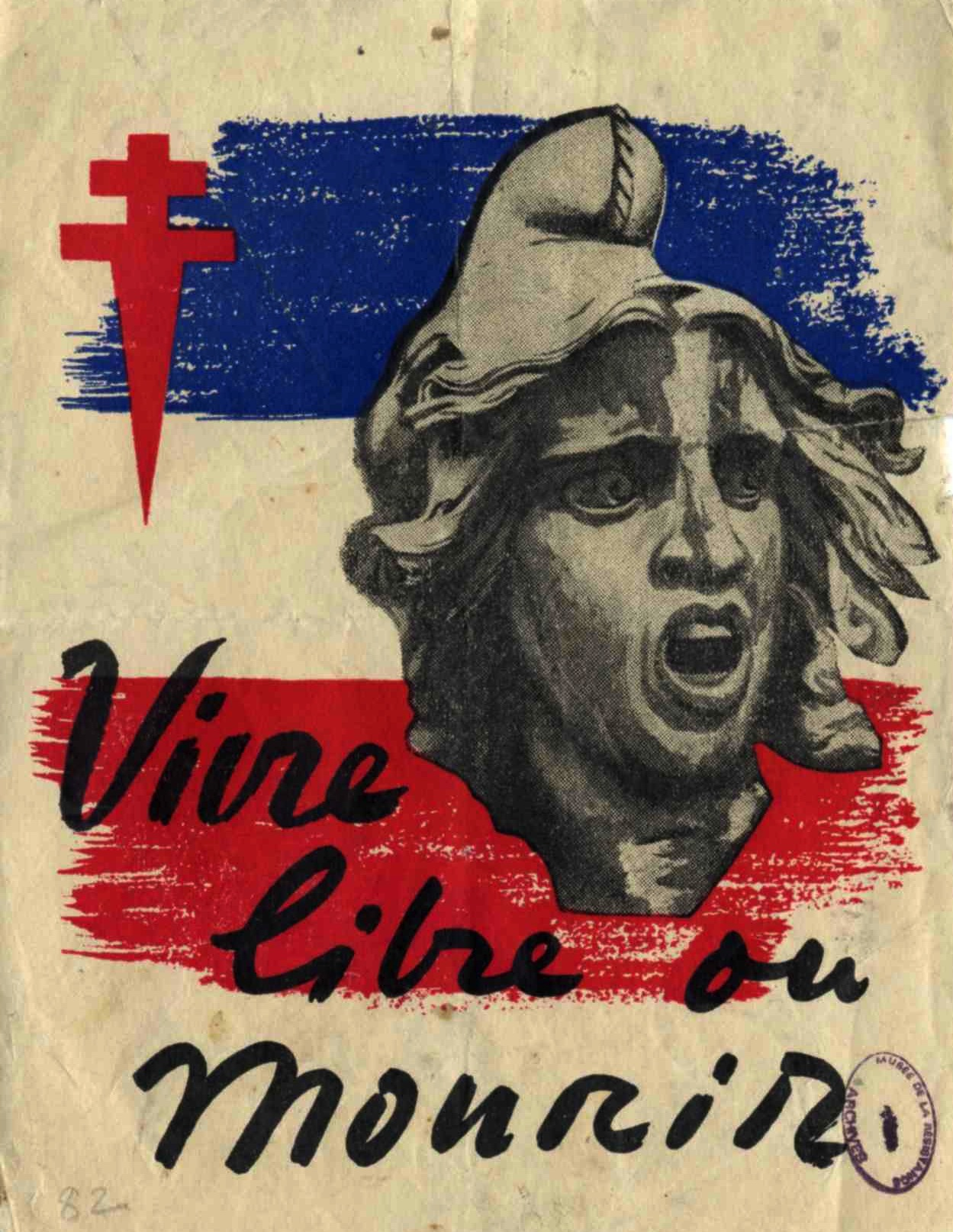
Tract ayant inspiré le titre de l'album. ce tract a été réalisé par les services de la France combattante à Londres et parachuté sur le sol français en mai et juin 1944. Coll. Musée de la Résistance nationale à Champigny-sur-Marne

Vivre libre ou mourir est un album de bande dessinée publié en 2011 regroupant neuf récits de la vie en France sous l'Occupation allemande, tous écrits par Jean-Christophe Derrien et chacun illustré par un dessinateur différent. Cet album est lié à l’exposition Traits résistants. La Résistance dans les bandes dessinées de 1944 à nos jours présentée au Centre d'histoire de la résistance et de la déportation (CHRD) de Lyon du 31 mars 2011 à la fin septembre 2011. La spécificité de ce projet d’exposition résidait dans la coproduction de deux musées de France : l’un associatif, le Musée de la Résistance nationale à Champigny-sur-Marne et l’autre municipal, le CHRD de Lyon. Vivre libre ou mourir retrace, à partir de neuf objets, neuf parcours de résistants imaginaires ou réellement vécus.

## Présentation de l'album

### Concept
L'album Vivre libre ou mourir est sorti à la suite du travail entrepris dans le cadre de l’exposition Traits résistants. Cet album est une bande dessinée écrite par Jean-Christophe Derrien et dessinée par neuf illustrateurs (Nicolas Delestret, Claude Plumail, Hugues Labiano, Béatrice Tillier, Raphael Drommelschlager, Olivier Brazao, Mara, Jean Trolley, Olivier Grenson). Les textes historiques et les légendes des objets sont de Xavier Aumage, archiviste au musée de la Résistance Nationale. Cet album raconte à travers neuf objets, neuf thématiques et neuf parcours de résistants ayant réellement vécu (Gerhard Leo, Robert Doisneau, Francis Porret, les résistants de la centrale pénitentiaire d'Eysses) ou imaginaires.

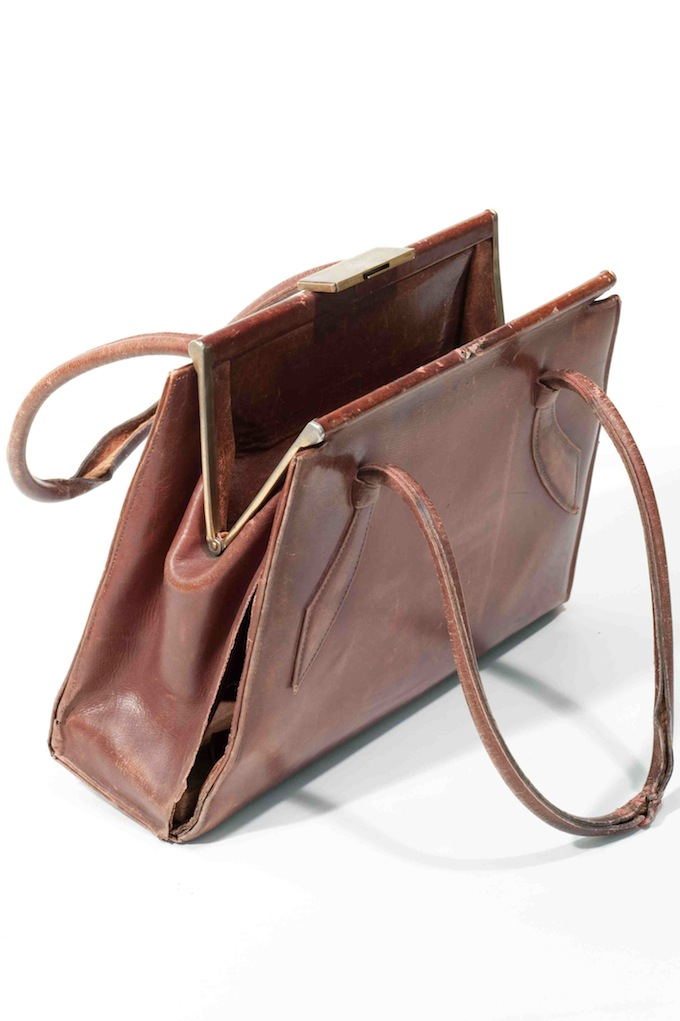
Sac à main à double fond utilisé par une femme agent de liaison en Région parisienne pendant l'Occupation. Coll. Musée de la Résistance nationale à Champigny-sur-Marne.

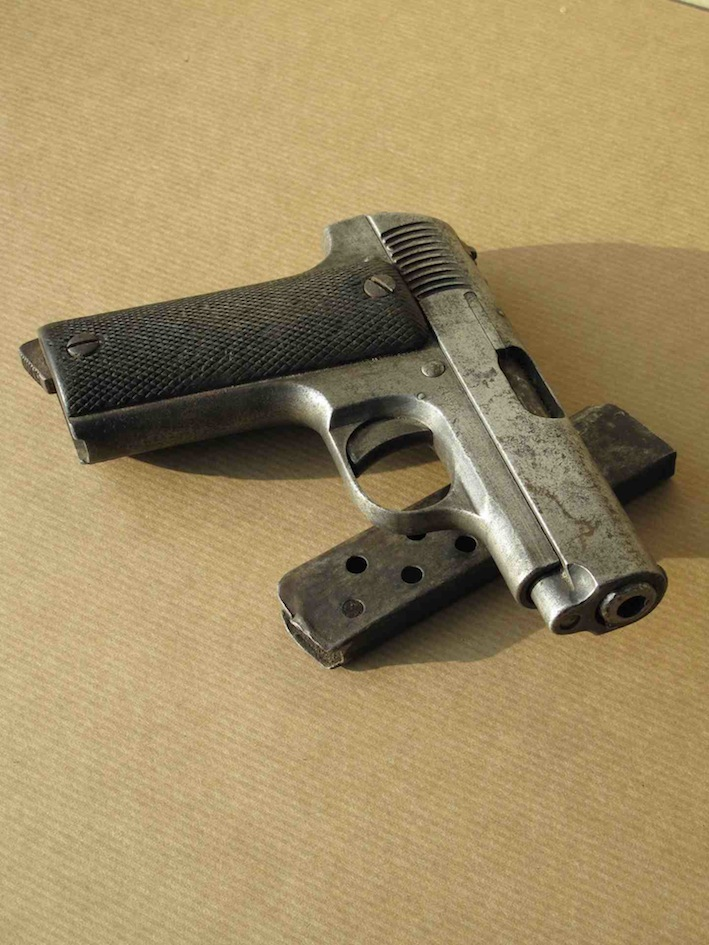
Pistolet 7.65 utilisé pendant l'occupation par le résistant d'origine espagnole Celestino Alfonso, un des membres du groupe dit "Manouchian". Coll. Musée de la Résistance nationale à Champigny-sur-Marne.

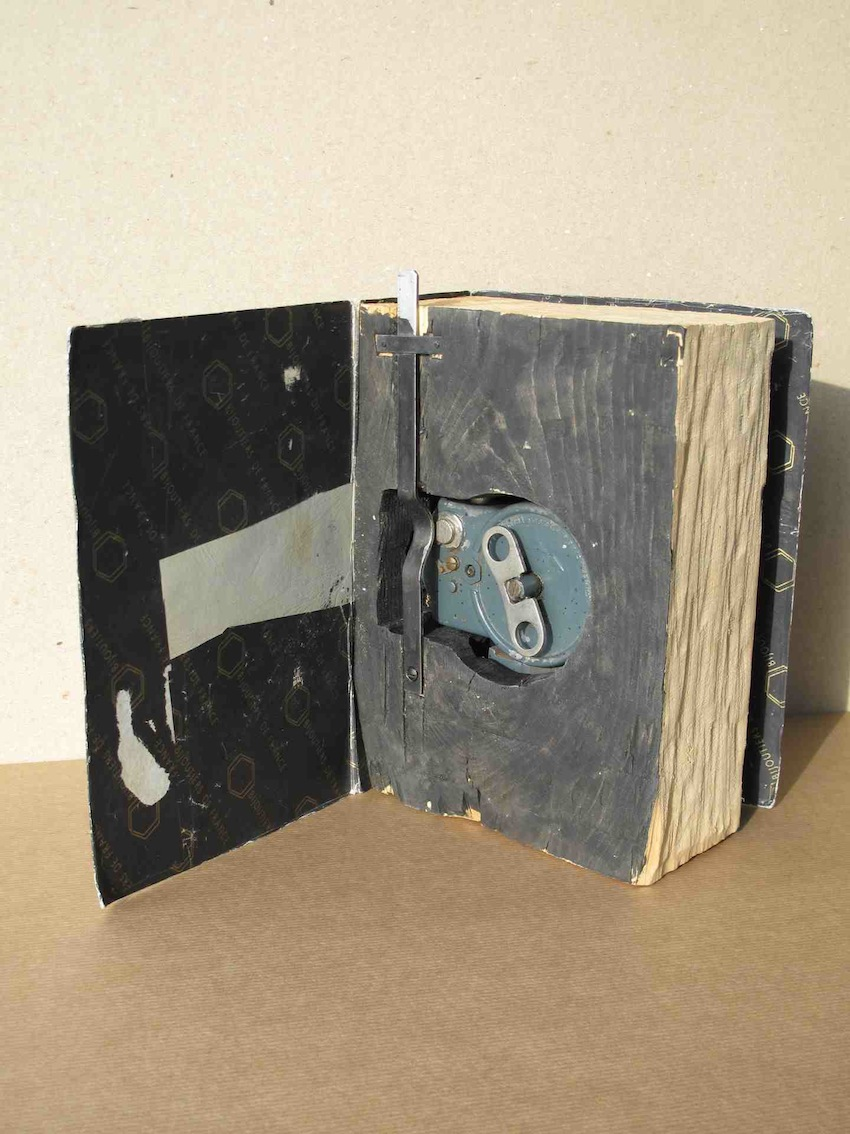
Caméra dissimulée dans un faux ouvrage et utilisée pendant la guerre par Francis Porret pour tourner des images clandestines dans Paris. Coll. Musée de la Résistance nationale à Champigny-sur-Marne.

### 9 thématiques liées à la Résistance
- La presse clandestine, une des premières formes de résistance :

Dans Chez Georges (illustré par Nicolas Delestret), un tenancier de cabaret publie des tracts résistants.
- Les femmes agents de liaison :

Dans La messagère (illustré par Claude Plumail), une jeune femme agent de liaison délivre des papiers secrets à un résistant au cinéma parisien Le Louxor.
- Le passage à la lutte armée :

Dans Cas de conscience (illustré par Hugues Labiano), un jeune résistant franchit le pas de la lutte armée et doit tirer sur un soldat en pleine rue.
- L’unité dans la diversité :

Dans Rescapé (illustré par Béatrice Tillier), Gerhard Leo, un Allemand résistant capturé par les troupes d'Occupation, est délivré par la Résistance.
Gerhard Leo – fils d’antifascistes allemands réfugiés en France dès 1933 –, met ses connaissances de l’Allemagne au service de la Résistance française. Il se fait embaucher en 1943, sous une fausse identité, à la Kommandantur de Toulouse qui recrute un interprète pour son service des transports. Arrêté sur dénonciation d’un sous-officier allemand à qui il avait remis un tract antifasciste, il s’attend à être jugé à Paris pour haute trahison. Il doit sa libération au hasard d’une opération montée par la Résistance pour stopper en gare d’Allassac le convoi qui l’amène vers la capitale. Il poursuivra la lutte sous le grade de lieutenant au sein des Forces françaises de l’intérieur.
- L’aide aux personnes pourchassées et persécutées pendant la Seconde Guerre mondiale :

Dans L'autre Doisneau (illustré par Raphaël Drommelschlager), un homme vient demander des faux papiers au photographe Robert Doisneau.
- Le maquis. Un espace de ravitaillement en arme :

Dans Un bleu (illustré par Olivier Brazao), un jeune réfractaire au STO veut intégrer le maquis.
- Poursuivre le combat dans l’univers carcéral :

Dans Avant l'Insurrection (illustré par [Mara]), les prisonniers de la centrale pénitentiaire d'Eysses à Villeneuve-sur-Lot préparent une insurrection pour faire évader près de 1200 détenus.
- Garder des traces de l’Occupation :

Dans Le témoin (illustré par Jean Trolley), le projectionniste Francis Porret filme des images du Paris occupé. D’octobre 1940 à l’été 1944, Francis Porret filme clandestinement, et au prix de risques considérables, les rues de Paris grâce à une petite caméra 8 mm dissimulée à l’intérieur d’un faux livre évidé. Projectionniste de métier, il parvient à obtenir un ausweis dans lequel il est référencé comme opérateur de cinéma. À ce titre, il se rend plusieurs fois chez Kodak afin d’obtenir la pellicule qui lui permettra de fixer des scènes de la vie quotidienne, de la présence allemande dans Paris jusqu’à l’arrivée des troupes du général Leclerc.
- Explorer l’univers sonore de la Résistance :

Dans Le bruit des balles (illustré par Olivier Grenson), un vieil homme se souvient du jour de la Libération de Paris à travers les bruits.

## Autour de l'AlbumVivre Libre ou mourir

### Anecdotes
- Dans la filiation d'histoires de super-héros

Dans les années 1980, les éditions Lug (créées à Lyon par Alban Vistel un ancien résistant), avaient intitulé un de leurs collectifs Vivre libre ou mourir. Il s’agissait alors d’histoire de super-héros. L’album est également un clin d’œil à ces histoires de super-héros (le héros résistant, avec la double personnalité du résistant qui évolue comme certains super-héros souvent camouflés derrière une fausse identité…). 
- Le mot d'ordre Vivre libre ou mourir

Le célèbre slogan Vivre libre ou mourir des résistants des Glières a largement inspiré de nombreuses créations parmi lesquelles on peut citer une chanson du célèbre groupe de la scène punk et alternative des années 1980 Bérurier Noir engagé contre le Front National. 
Le groupe Tagada Jones de Punkcore français a repris "Vivre libre ou mourir" sur leur album 6.6.6. (6 reprises, 6 inédits, 6 remixes) en 2007.
- La famille Doisneau… Une histoire liée à la BD.

L’histoire consacrée à la Résistance du célèbre photographe Robert Doisneau a évolué au cours de sa création avec l’aide des filles de Robert Doisneau. Francine Deroudille et Annette Doisneau ont aidé le dessinateur Raphael Drommelschlager pour l’évolution de certains détails de l’histoire (ressemblance des lieux, des personnages…). La BD est une histoire familiale chez les Doisneau car Clémentine Deroudille, la petite fille du photographe, a été commissaire avec le scénariste et illustrateur de BD Joann Sfar de l’exposition consacrée à Georges Brassens à la cité de la musique. 
- L'histoire Avant l'insurrection a été réalisée en collaboration avec l'historienne Corinne Jalladieu qu a réalisé une thèse sur la centrale pénitentiaire d'Eysses et les anciens résistants de l'Amicale d'Eysses.
- Le graphiste du catalogue d'exposition et de l'affiche de l'exposition Traits résistants est Olivier Umecker. Il s'est inspiré de la silhouette du Capitaine invisible, série de Robert Rigot dans Cœurs Vaillants à la Libération.

### Vivre libre ou mourir, une histoire en mouvement: les suites…
- Des objets présentés dans l'album Vivre libre ou mourir sont actuellement visibles dans l'exposition temporaire du Musée de la Résistance Nationale « Communiquez pour résister ».
- Calendrier 2013 de la FNDIRP

Le calendrier 2013 de la Fondation Nationale des Déportés Internés Résistants et Patriotes (FNDIRP), conçu avec le Musée de la Résistance nationale (MRN) de Champigny-sur-Marne, montre à travers quelques exemples de quelle manière la Résistance a inspiré la bande dessinée depuis la Libération. Plusieurs mois sont illustrés avec des éléments de l'album Vivre libre ou mourir et de la série Résistances.  
- Du 1er au 27 février 2013, la médiathèque d'Alfortville a présenté en collaboration avec le Musée de la Résistance nationale et l'Amicale des camps de Buchenwald-Dora une exposition "Bulles d'Histoire" dans laquelle figurait plusieurs objets et histoire de Vivre libre ou mourir.

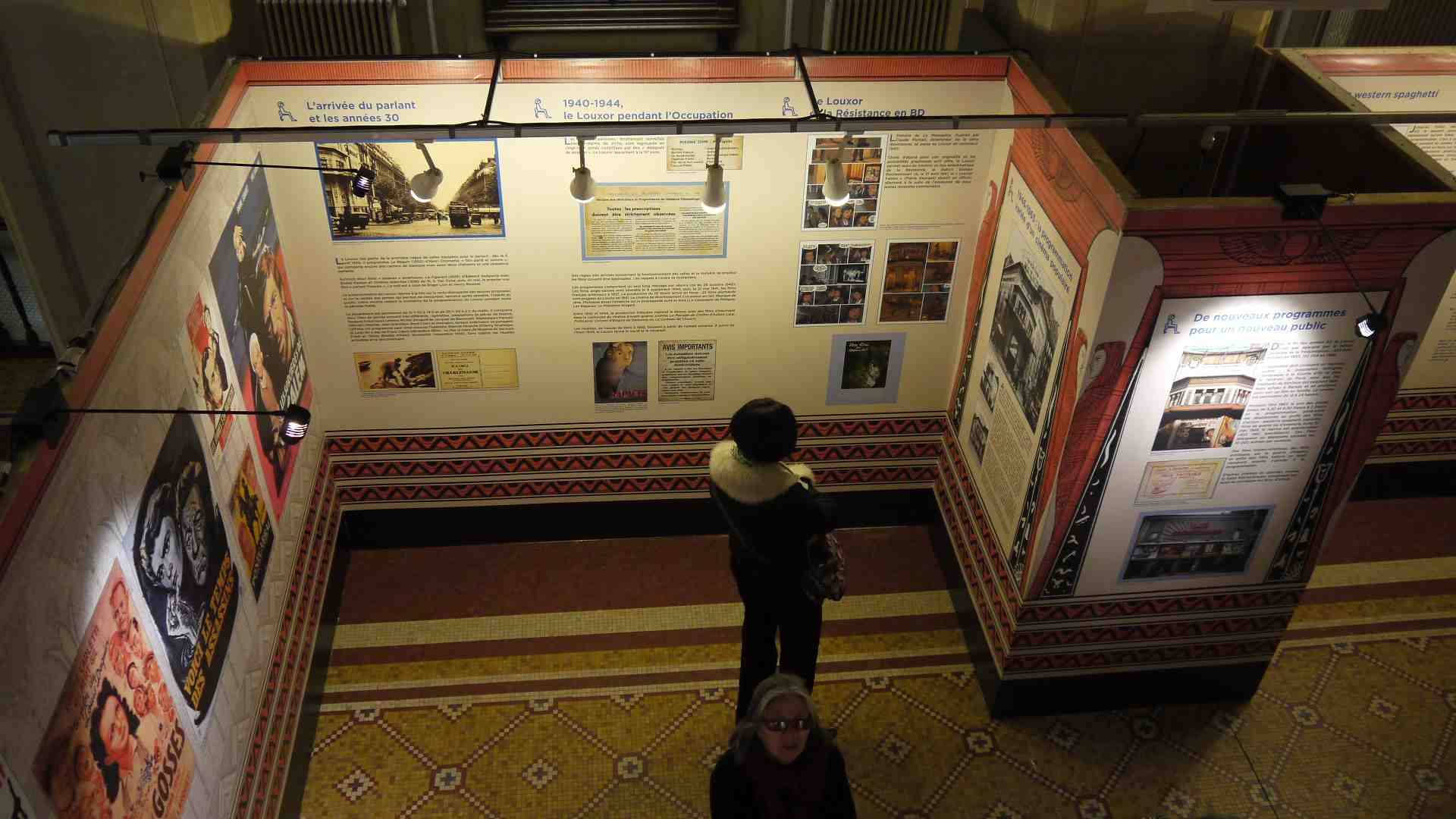
Exposition Le Louxor-Palais du cinéma (Commissariat Jean-Marcel Humbert)

- À l'occasion de l'ouverture du cinéma Louxor, la mairie du 10e arrondissement de Paris accueille, du 25 mars au 25 mai 2013, une exposition réalisée par l'Association des Amis du Louxor (Commissariat Jean-Marcel Humbert, Egyptologue). Cette exposition constituée de 78 panneaux magnifiquement illustrés (photos, affiches, plans d'architectes, archives...) est intitulée "le Louxor Palais du Cinéma". Elle retrace de manière très vivante et ludique la fabuleuse histoire de ce bâtiment, du cinéma des années 1920 à la discothèque des années 1980 jusqu'à sa fermeture. Au-delà de cette histoire, une partie de l'exposition relate de manière très documentée le travail de rénovation mis en œuvre pour réhabiliter et mettre en valeur ce patrimoine. Notons une partie très originale évoquant les cinémas au style égyptien à travers le monde dans les années 1920. Le travail de cette association et de la mairie de Paris sera couronné par la réouverture le 18 avril 2013 de ce cinéma au cœur du quartier Barbès. Deux panneaux de l'exposition sont consacrés à l'histoire La messagère (Derrien/Plumail) dont l'action se déroule lors d'une projection au Louxor en 1941.

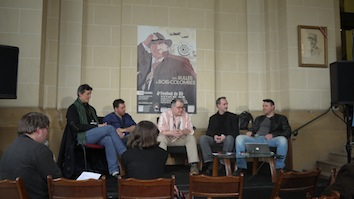
A Bois-Colombes pour le 4e festival de la BD, débats avec les auteurs de Vivre libre... De g à d : Claude Plumail, Raphaël Drommelschlager, Jean-Christophe Derrien, Hugues Labiano et Xavier Aumage.

- Les 13 et 14 avril 2013, la 4e édition du festival de Bande dessinée "Des bulles à Bois-Colombes" a mis à l'honneur aux côtés de Sylvain Vallée et Fabien Nury de la série Il était une fois en France, plusieurs auteurs de Vivre libre ou mourir. Le samedi, une conférence a réuni ces derniers et l'archiviste du musée de la Résistance Nationale.
- Les 14 et 15 septembre 2013, le MRN a présenté dans le cadre des Journées du Patrimoine plusieurs fonds d'archives récemment arrivés dans ses collections : Paul Langevin, Pierre Semard, Gaucheron, Carrière, Vinsot... Aux côtés d'un atelier de danse sur la Résistance et de la présentation de plaques photographiques inédites issues des collections du journal Le Matin, les visiteurs ont pu apprécier en avant-première quelques cases d'une histoire inédite ("Vicente la Victoire pour toujours") sur la Résistance des espagnols (scénarisé par le MRN et illustré par Olivier Brazao). Une rétrospective sur « Vivre libre ou mourir » a permis de placer ce nouveau projet dans la lignée du travail entamé autour de la BD par le MRN les années précédentes.

### Critiques web
- Bedetheque
- BD Sanctuary
- Planetebd